# Duotaxis
Duotaxis es un género de foraminífero bentónico de la subfamilia Verneuilinoidinae, de la familia Verneuilinidae, de la superfamilia Verneuilinoidea, del suborden Verneuilinina y del orden Lituolida. Su especie tipo es Duotaxis metula. Su rango cronoestratigráfico abarca el Rhaetiense (Triásico superior).

## Discusión
Clasificaciones previas incluían Duotaxis en el suborden Textulariina del orden Textulariida, o en el orden Lituolida sin diferenciar el suborden Verneuilinina.

## Clasificación
Duotaxis incluye a las siguientes especies:
- Duotaxis birmanica †
- Duotaxis humilis †
- Duotaxis inflata †
- Duotaxis metula †
- Duotaxis nanus †